# ザガイン断層

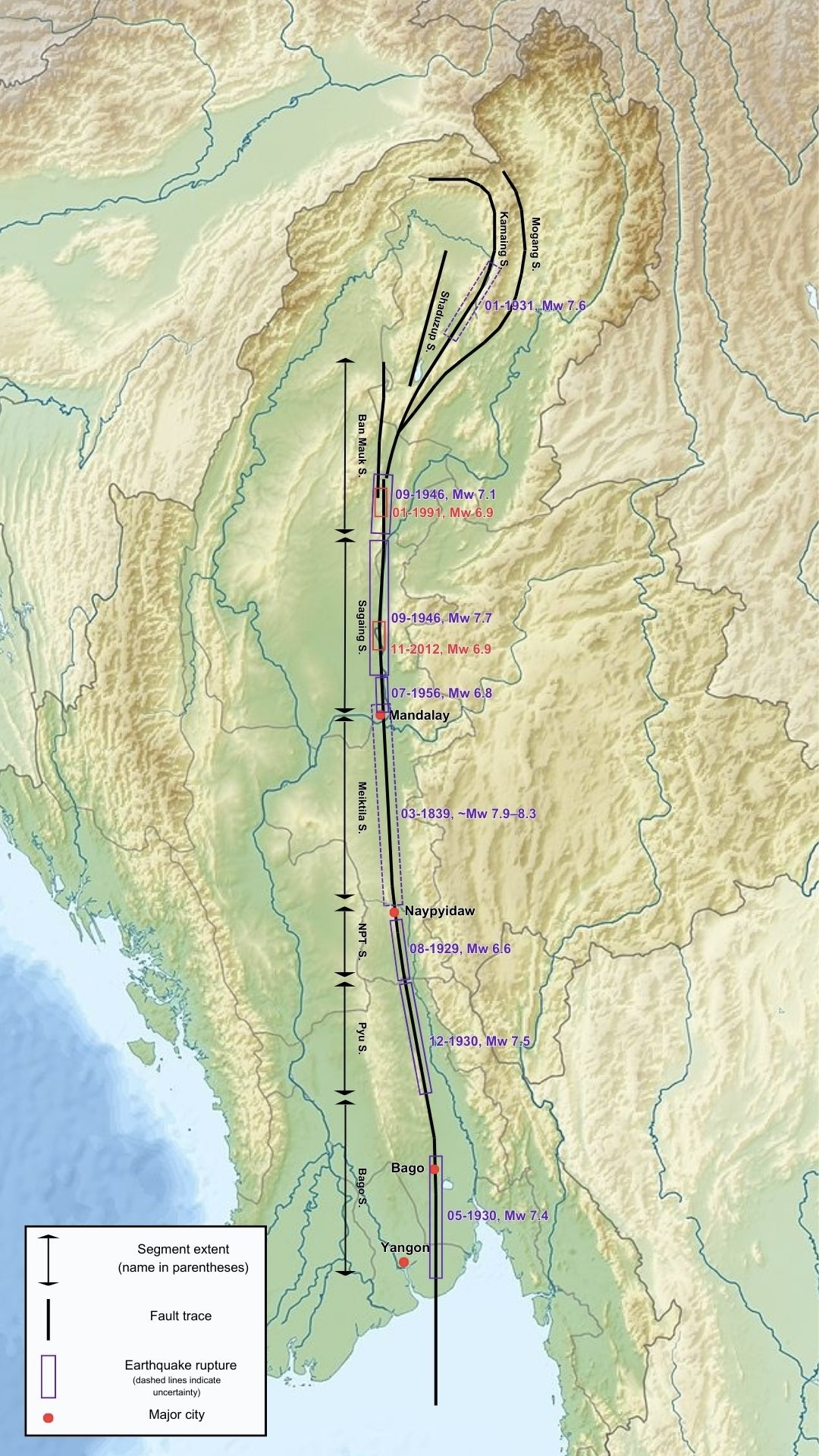
ミャンマーの地形図とザガイン断層。主要なセグメントが示される。

ザガイン断層（ザカインだんそう、ビルマ語: စစ်ကိုင်းပြတ်ရွေ့ကြော、英語: Sagaing Fault）は、ミャンマー中央部を南北に走る巨大な断層で、ミャンマーの主要な断層とされる。ミャンマー中部の都市ザガインおよびザガイン地方域により名づけられている。
インドプレートとスンダプレートの間に分布する主に大陸性の右横ずれ型トランスフォーム断層である。ヒマラヤ山脈前縁に沿った活発な大陸衝突帯とアンダマン海の発散型境界の間にあって両者を結んでいる。ザガイン断層は、北から南へマンダレー、ヤメテン、ピンマナ、首都ネピドー、タウングー、バゴーといった人口が密集する諸都市を通った後マルタバン湾に没するまでその全長は1000キロメートル以上、あるいはとらえ方によっては1200キロメートル以上にわたるとされ、世界でも第一級の活動度があるとされる。

## 発見と初期の研究
ドイツ出身の地質学者フリッツ・ノートリングは、1900年に出版した書籍"The Miocene of Burma"（『ビルマの中新世』）の中で、現代においてザカイン断層の分布を示す痕跡に一致する活動的な断層の分布を目に見えて確認できる一部について記録していた。1913年、インド地質調査所のトーマス・ヘンリー・ディッグス・ラ・トゥーシュは、ミャンマーの中央部に分布する第三紀の堆積盆からザガイン丘陵をかたちづくる変成岩からなる地層（変成岩体）が別個に画されることを含め、マンダレーのシャン高原西縁に沿ってプレート境界的な特徴がみられることに気づいていた。ハーバンス・ラル・チバー(1934)は、ミャンマーの歴史地震の分析を行い、同じ断層に沿って分布していると推測された震央が直線上に分布してその痕跡を追えることを見出した。1970年に、アウン・キン(Aung Khin)らは、タウングーからタベイキンまでのブーゲー異常を調べる重力探査といった地球物理探査を行うことで断層の存在を確認した。同年、ウィン・スゥエ(Win Swe)がそれを「ザガイン断層」と命名し、第5回ビルマ研究会議における『ザガイン・タガウン・リッジのリフトとしての特徴』("Rift features at the Sagaing Tagaung Ridge")で断層として初めて言及して位置づけた。また、ウィン・スゥエはこの断層がミャンマーのほとんど全土を南北に貫くかたちで縦断し、走向ずれ（横ずれ）機構をもつと突き止め、歴史地震に関連づけた。1991年の研究では、2つの変成岩ユニットの解析結果に加えて、断層運動の開始時期を漸新世末期から中新世初期と仮定することで、この断層の総変位量を203 km (126 mi)で、平均変位速度は年に22 mm (0.87 in)と決定した。

## 地質

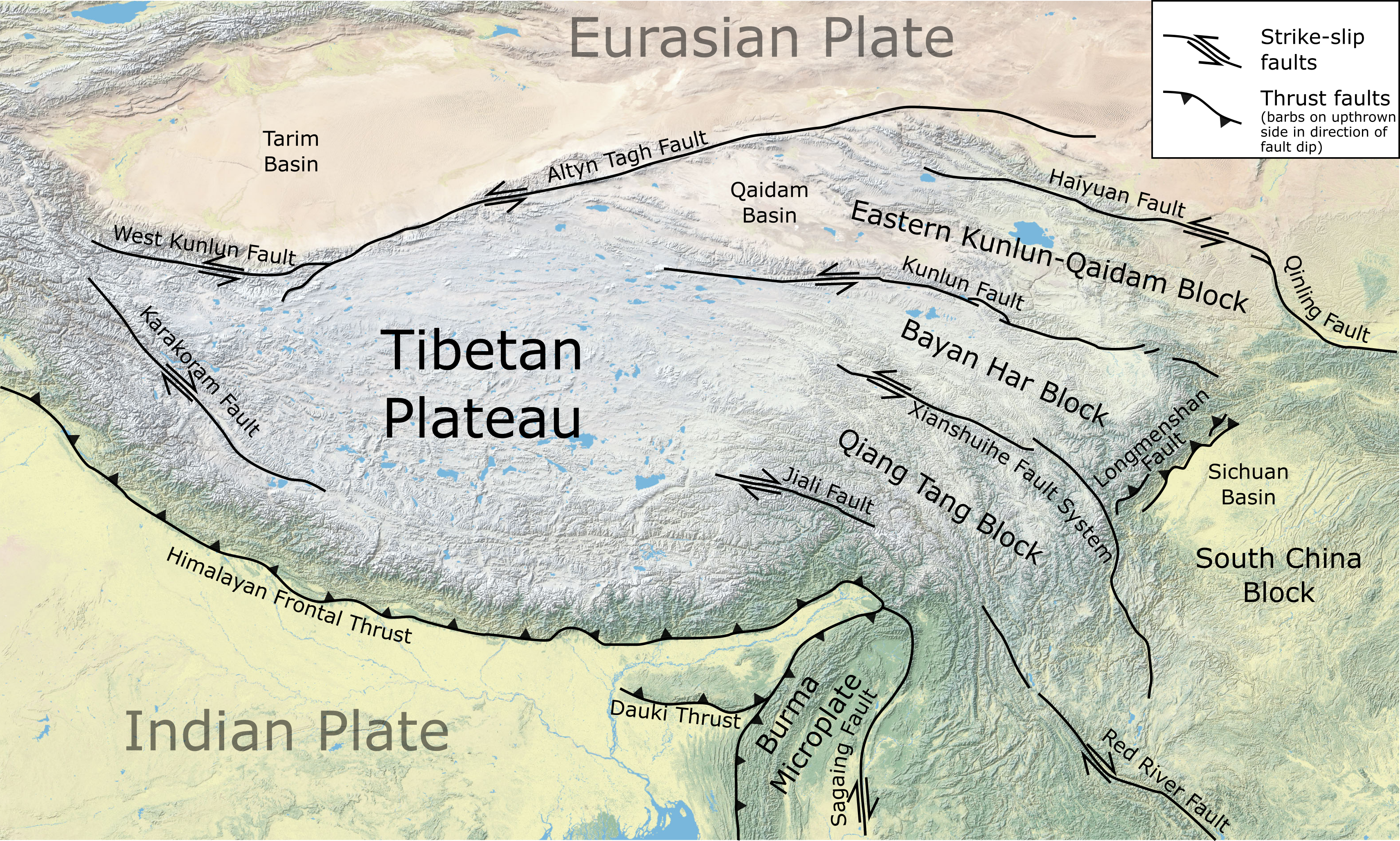
サガイン断層はビルマ・マイクロプレートの境界となる。（画像下部）

ザガイン断層は、ミャンマー中央堆積盆を通過する前に発散型境界であるアンダマン海の沖を起点にしている。この断層は、その大部分において東側のシャン・スカープ断層（Shan Scarp Fault）と比較して地形的な起伏が比較的小さい。東ヒマラヤシンタクシスからアンダマン海への断層の全長は、1,400 km (870 mi)ある。その延長のほとんどで大規模なステップオーバーをつくりながら断層帯全体としては途切れることなく連なるが、北部の400 km (250 mi)では「馬の尻尾」（ホース・テイル）状に分岐した断層が個々に100 km (62 mi)の間隔をもって広がって分布する形をとる。
GPSデータから、インドプレートとスンダプレートの境界の平均変位速度は、全体では年間約35 mm (1.4 in)で、そのうち年間18 mm (0.71 in)がザガイン断層が担っていると確認された。断層に沿った方向での最大変位量は、約100 km (62 mi)であるが、360 km (220 mi)～400 km (250 mi)であると提案する論文を執筆する者もいる。

### 南部

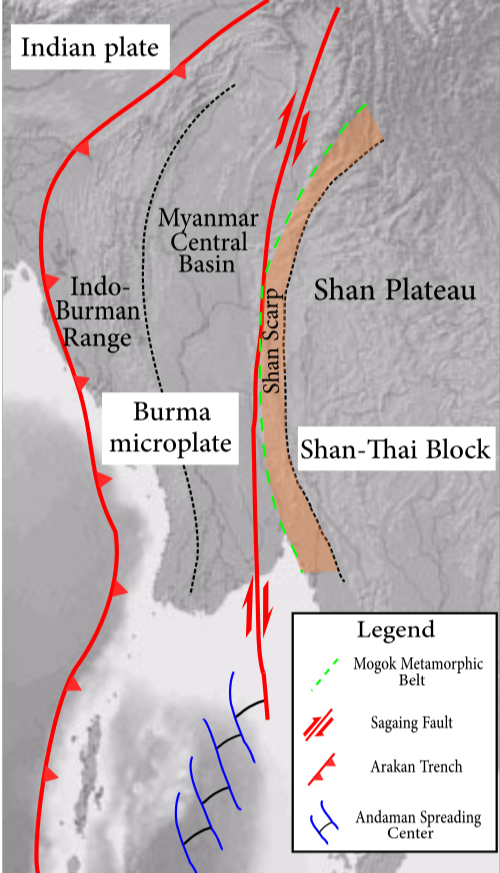
ミャンマー周辺域の地質構造の特徴（簡略版）

断層の南部は、南から北へバゴー、ピュー、ネピドー、メイッティーラ、ザガインの各セグメントからなる。
バゴー・セグメントは、170 km (110 mi)の長さがありヤンゴン南東のミャンマーの海岸部から北緯18°まで延びており、この地点で断層は急激に曲がっている。南端になる沖合セクションはまだはっきりとしないが、海岸から数十km地点で、東西走向の正断層に接している。1930年のMw7.4のバゴー地震では、バゴー・セクションのうち約100 km (62 mi)が、断層のずれで少なくとも3 m (9.8 ft)の変位が生じる運動で破壊を受けた。
ピュー・セグメントは、パゴー・セグメントの北端から始まり北緯19.1°まで続く長さ130 km (81 mi)の部分である。バゴー・ヨマ山脈の麓に沿って分布している。このセグメントの中央部には逆断層として特徴を示す断層の上盤がつくる段丘が断層に沿って東側に分布する。この地形的特徴は地殻圧縮を受ける小規模な横ずれ圧縮成分によるものである。このセグメントの大部分が、1930年12月にセグメントの南端を震源として発生したMw7.3のピュー地震で破壊を受けた。
ネピドー・セグメントは、北緯19.1°から並行する2つの分岐部分で、全長は70 km (43 mi)にわたる。それら分岐はともに河川流路や沖積扇状地を切る形で分布している。西側の分岐はネピドーの東を通過している。1929年8月にこのセグメントに近接して若干控えめながら被害をもたらした地震が発生し、ネピドーの南40 km (25 mi)で、道路や橋に損傷を与えた。国際地震センターは、この地震についてMw6.5と評価している。
メイッティーラ・セグメントは、ネピドーからマンダレーへの広い谷に220 km (140 mi)にわたって分布している。このセグメントは断層面において傾斜方向の滑り成分は持たず、断層をはさんで標高差はみられない。北緯20°で断層が川の流れを2.4 km (1.5 mi)ずらしている。このセグメントに沿って観察可能なかたちでは最大のずれである。このセグメントに明確に関連づけられている大きな歴史地震はないものの、インワの町を破壊しエーヤワディー川（イラワジ川）の東と南の地域に甚大な被害をもたらした1839年のアヴァ地震はその可能性がある。
ザガイン・セグメントは地形的特徴から1970年に発見された。このセグメントは比較的直線的に分布している。北緯21.9°から北緯22.6°にかけてエーヤワディー川の西側を通過しており、鮮新世以降に形成されている沖積扇状地をずらしている。また、このセグメントはレサ山を切っていて、川の東西に分かれて分布している。西側分岐の北がタウマ・セグメント（英: Tawma segment、後述）である。1946年のザガイン地震（Mw7.7）は、このセグメントの北側3分の2が関連しているとみられている。このセグメントは2012年のやや小規模な地震、シュウェボ地震（Mw6.8）でも破壊されている。南の残部は、甚大な被害のあった1956年のザガイン地震（Mw7.1）で破壊されていると考えられている。

### 北部
ザガイン断層は、北緯23.5°から「馬の尻尾」（ホース・テイル）のように外側に広がる扇型状に4つの分岐した断層帯となる。
タウマ・セグメント（英: Tawma segment）は、東向きの傾斜をもつ崖に沿って分布し、河川には右横ずれの変位がみられる。ザガイン・セグメントの西側分岐は北への延びタウマ・セグメントを構成しているが、その断層の分布を示す痕跡は北緯24°以北では不明確となり、10 km (6.2 mi)西側にあるバンマウク・セグメント（後述）に左へのステップ・オーバーをして続く。このステップ・オーバーの間には、トランスプレッショナル・リッジ（横圧縮による隆起帯）を横切る北東－南西走向の断層系が分布している。その多くは20 km (12 mi)未満で、正断層成分を伴う箇所もあるものの、ザガイン断層の主要な分岐と比較すると、その産状は明瞭さを欠くため断層の平均変位速度は小さいことを示唆している。
バンマウク・セグメント（英: Ban Mauk segment）は、北緯23.8°から始まり 150 km (93 mi)にわたって続いている。このセグメントに関連づけられる断層による明瞭な地形的なずれはわずかであるために断層の平均変位速度は低いと推測されている。このセグメントは西部の新第三紀の火山岩体と東部の中新世の堆積層を境する。北緯25°で断層はその分布を示す痕跡を消し、東側のタウンソントン火山の砕屑性の堆積物に覆われてしまう。北緯23.7°ではインドー・セグメント（英: Indaw segment）が、エーヤワディー川の北岸でタウマ・セグメントから分岐し、北北東へ延びている。北緯24.25°では幅3 km (1.9 mi)のプルアパート堆積盆があり、そこから更に北北西へ90 km (56 mi)続くマウルー・セグメント（英: Mawlu segment）が分岐している。両セグメントの合計の長さは170 km (110 mi)と見積もられる。これらのセグメントの測地学的解析は年換算で約2 cm (0.79 in)のひずみを蓄積していることを明らかにしている。インドー・セグメントに沿って発生した1946年のMw7.7の地震ではMw7.3の前震が起こった。
この断層は、マウルー・セグメントの終端部でシャドゥズプ(Shaduzup)、カマイン(Kamaing)、モガン(Mogang)の3つのセグメントに分岐する。シャドゥズプ・セグメントは、3つのうちで最も西に分布し、長さは120 km (75 mi)を超えないと考えられている。明瞭な断層地形を欠くためにこのセグメントは断層としての活動度は低いと推測されている。カマイン・セグメントは、北緯26.7°を越えてさらに北方のナガ丘陵へ続く。このセグメントの北端ではナガ丘陵の東側斜面に沿って水系の右横ずれ変位が顕著に表れている。断層は北へ続きアッサム渓谷に関連する衝上断層系に合流する。モガン・セグメントは、3つの中で最も活動的であるが、カマイン・セグメントよりも地震活動は少ない。北緯24.8°からは広い弧を描くように分布し、北緯26.8°で終わり、北西－南東走向の衝上断層に変化する。1931年1月にミッチーナー地震（Mw7.6）がこれらのセグメントのいずれかで発生したが、地震データや等震度線図の欠如のためにどのセグメントが震源となったかはっきりしないままになっている。しかしながら、揺れはカマイン・セグメントに沿ってより強かったとされている。

## 地震活動

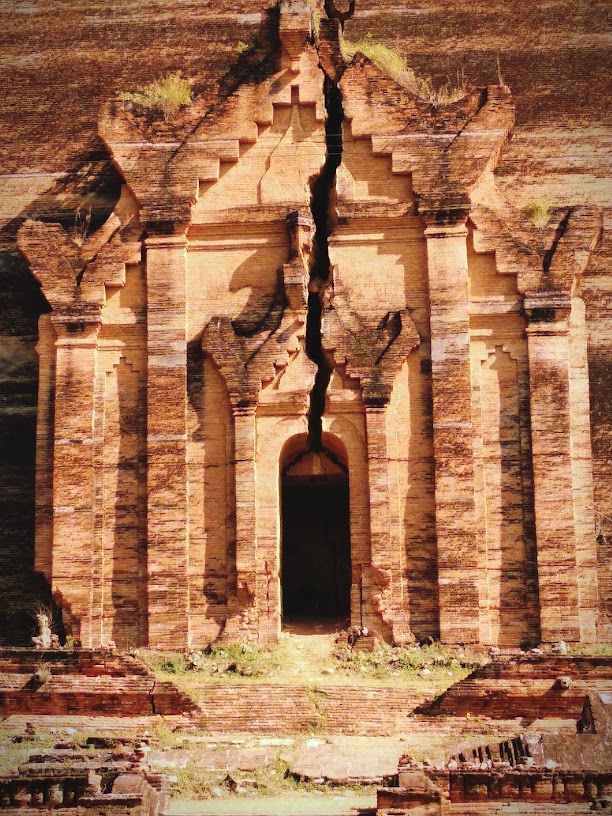
アヴァ地震で大きな亀裂の入ったミングン・パトダウジー

ザガイン断層には何世紀にもわたって被害地震がつきものである。1839年のアヴァ大地震は、数百人の死者を出し、当時の帝都インワを含む多くの都市に被害をもたらした。この地震はモーメント・マグニチュードで8.0以上であったと考えられている。この地震の大きさは少なくとも300kmわたる断層セグメントの破壊を示唆する。
20世紀初期の1929年から1930年にかけてザガイン断層の長さで半分を超える範囲が関与する大規模な地震が複数起きた。初めの地震は1929年8月にネピドーの南西、バゴー・ヨマ山脈のタエミョーの東で起こり、その後に続くより大きな地震の前触れとなった。この地震による被害の報告は十分残っていないが、震源から北に約133.6kmのヤメテンの町でも建物が揺れて物が移動したと伝わっている。この地震のマグニチュードは7.0を超えていないと推定されている。
1930年5月5日の夜間に起こったバゴー地震は、バゴー北部でMw7.5を記録し広く死者と破壊をもたらした。この地震に前震は伴わなかった。この地震ではロッシ・フォレル震度階級でIXからXの震度があった。ペグー、ヤンゴン（当時はラングーン）やその他のいくつかの都市が破壊され、ペグーでは火災が発生し酷い液状化がさらなる被害を引き起こした。ペグーでは死者がおよそ500名にのぼり、ラングーンでも58名の死者を数えた。その他の村々でもさらなる死者が記録されている。この地震は小規模な津波を引き起こし沿岸の村々に押し寄せた。この地震は1929年から1930年にかけて起こった一連の地震の中で最も死者の多い地震となった。
1930年12月3日に2回の中規模の前震が起こっている。1回目の地震は5秒間続き、軽いパニックを引き起こした。揺れはピンマナとラングーンで感じられた。2回目の地震は1回目を上回る強さがあったと記録される。しかし、1回目ほど広域では揺れは感じられなかった。
1930年12月4日の早朝にタウングー郡ピューをMw7.3のピュー地震の激しい揺れが襲った。この地震は、5月の地震の震源よりもさらに北、ピューより西南西約6.4から9.7kmで起こった。被害は甚大で鉄道の線路がずれて捻じれ、市内の多くの建物が倒壊した。死者は30名にのぼった。最大震度でロッシ・フォレル震度階級のXと推定された。この地震は5月の地震の余震ではなく、ザガイン断層の異なるセグメントの破壊による。
1930年の5月と12月の地震がこの同じ活動期に起こったにもかかわらず、これらの地震は別々の出来事とされザガイン断層北部の地震活動の中ではお互いに直接関連づけられてはいない。1930年12月の地震は、しかし、5月の地震からの応力配置の変化によって引き起こされた。
広くは知られていないがエーヤワディ地方域の1930年7月18日の地震では約50名の死者がでている。アメリカ合衆国の国立環境情報センターのデータベースには、この地震のマグニチュードについての情報はない。"Southeast Asia Association of Seismology"（『東南アジア地震学協会』）という書籍が唯一、この地震について言及している。
1931年のミッチーナー地震（Mw7.6）は、これらの一連の地震の中で最大規模の地震で、インドージー湖の傍で起き、大きな地すべりと液状化を引き起こした<。この地震で死者はいなかった。
ピューの北146.5kmでもマグニチュード不明の別の激しい地震が起こっており、マンダレーやタナッピンでも揺れを感じられた。6棟のレンガ造りの建物が損傷した。8月19日の別の地震でマンダレーで建物に明瞭な亀裂が入り、カローに軽微な被害があった。さらに再び揺れがあり、タウングーのシュエサンドー・パゴダの倒壊を招いた。
タウングー、ピュンタザ、ナンユンでは複数回の短い揺れで人々が目を覚ました。
ザガイン地震と呼ばれる2つの強力な地震は、マンダレーの北方で1946年9月12日に発生しMw7.3と7.7が観測された。この双発地震は、ミャンマーで最大の地震に数えられているが、記録に乏しく十分詳しく知られてはいない。
地震の歴史を振り返ると、1906年と1908年は、ザガイン断層の最北端で2つの大きな地震がみられた。1906年8月31日のプータオ地震はMw7.0と見積もられており、1908年の地震はMw7.5と観測されている。
1908年の地震の結果、南側へ応力を蓄積することになり、その南部ではその後の1931年に地震に見舞われた。同様に1946年の地震によるセグメントの破壊は1931年の破壊の真南でした。1946年の双発地震の最初の方の地震は断層上での応力レベルの急上昇により2番目の地震を引き起こした。
10年後の1956年にマンダレーの近くで起こったザガイン地震（Mw7.1）では少なくとも40名の死者がでた。この地震は1946年で破壊された部分の南のセグメントを破壊した。1991年には1946年の2つの地震での破壊の間に残された小さな地震空白域でMw7.0の地震が発生し、1946年に地震が起こった区間の一部を部分的に再破壊し、死者を2名をだした。
2012年のシュウェボ地震は、Mw6.8でマンダレー北部の断層が破壊した。詳細で徹底した分析によりこの地震によるセグメントの破壊は長さ45kmと推定されている。セントロイド・モーメント・テンソル解によりこの地震は南北走向でわずかに東傾斜でほぼ鉛直な断層面を破壊したと推定された。
2025年3月28日のミャンマー地震は、ザガイン断層の最新の大きな地震で、断層中の430km区間が破壊し死者は少なくとも2500名にのぼる。これはサンフランシスコ地震（1906年）、崑崙地震（2001年）、デナリ地震（2002年）、トルコ・シリア地震（2023年）の本震と並び現代の機器を使用して正確に記録された最長の横ずれ断層破壊の一つとなった。日本の国土地理院は、地球観測衛星だいち2号の合成開口レーダーによるこの地震の前後での画像を比較して得られた干渉SAR画像から、ザガイン断層に沿って右横ずれに整合する最大で約6mの地殻変動が400kmにわたって生じていることを確認した。

## 危険性
ザガイン断層は、「地震断層スーパーハイウェイ（英: earthquake fault superhighway）」と呼ばれており、超せん断地震を引き起こす可能性がある。地震時の破壊速度がS波の速度を超え、P波の速度に達する可能性がある場合にこの現象は起こる。高速で伝播する破壊は甚大な被害をもたらしうる。ザガイン断層は比較的直線性が高く、世界で観測された中でも最長の連続性があることから、超せん断的な破壊を維持しうる。ザガイン断層はおおむね人口密集地に分布するため、超せん断地震は壊滅的な被害を生む可能性がある。
メイッティーラ・セグメントにおいて北緯19.2°から北緯21.5°の260 km (160 mi)にわたる断層区間は、少なくとも1897年から2025年の間、大地震が起こっていなかったため地震空白域に指定されてきた。Mw7.9の地震に相当する断層に沿って少なくとも2 m (6 ft 7 in)滑る分のエネルギーが蓄積されきていた。2025年3月のマンダレーのMw7.7の地震の破壊域は、北緯18.8°から北緯23.1°と広がり、かつての地震空白域を含むメイッティーラ・セグメント全域に加え、北側のザガイン・セグメント、および南側のネピドー・セグメントとピュー・セグメントの一部を含む。ヤンゴンの南のアンダマン海にまた別に180 km (110 mi)にわたる地震空白域が存在しており、潜在的にMw7.7の地震が起きる可能性がある。